# Caladenia congesta
Caladenia congesta är en orkidéart som beskrevs av Robert Brown. Caladenia congesta ingår i släktet Caladenia och familjen orkidéer. Inga underarter finns listade i Catalogue of Life.